# 9015 Coe
A 9015 Coe (ideiglenes jelöléssel (9015) 1985 VK) a Naprendszer kisbolygóövében található aszteroida. Poul Jensen fedezte fel 1985. november 14-én.